# John Williams (Geistlicher, 1582)

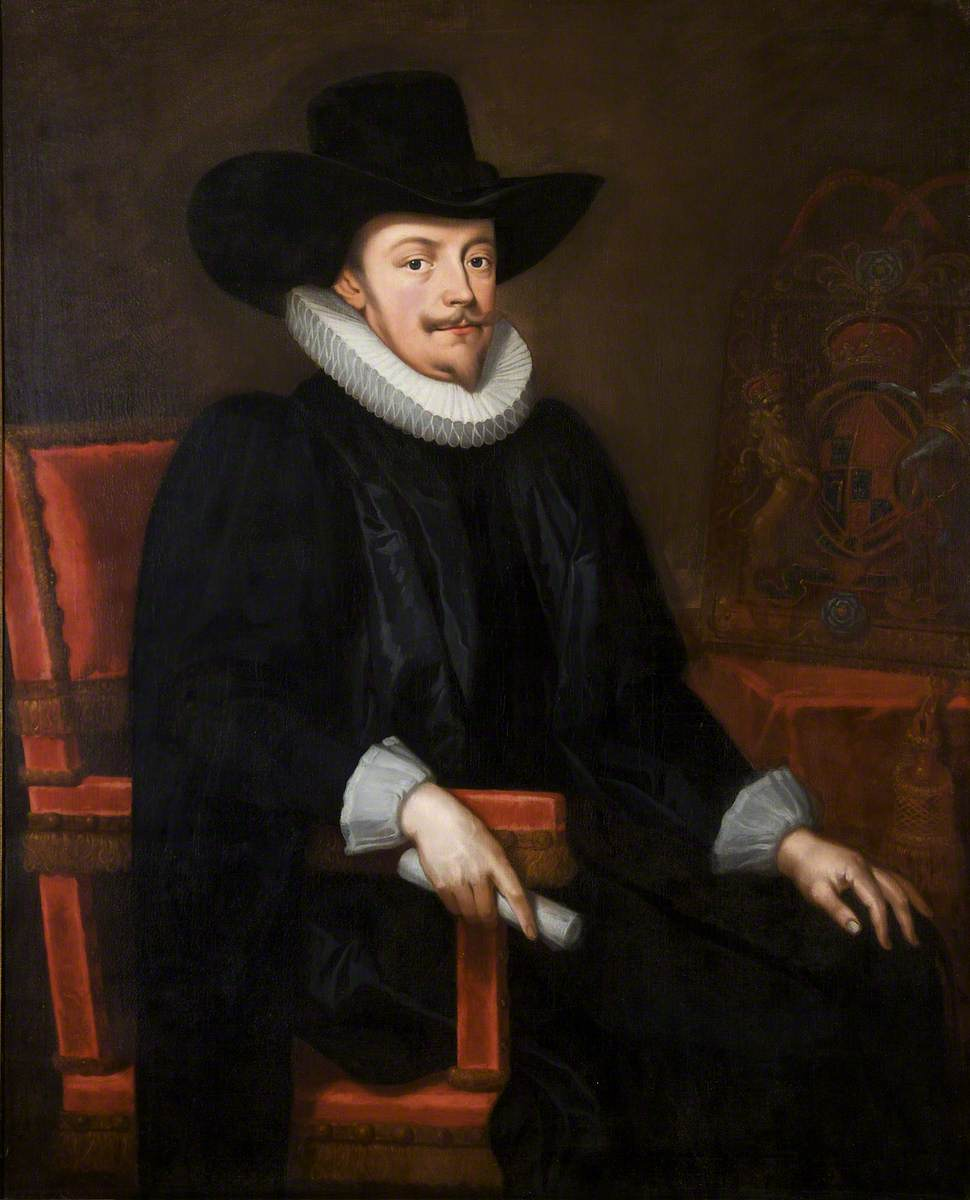
John Williams, Gemälde von Gilbert Jackson

John Williams (* 25. März 1582 in Conwy, Wales; † 25. März 1650 in Gloddaeth, Llandudno, Wales) war ein walisischer Geistlicher und Erzbischof von York.

## Leben

### Herkunft und Ausbildung
John Williams entstammte einer alten walisischen Familie. Er wurde als zweiter Sohn von Edmund Williams und Mary Wynn am 25. März 1582 in Conwy in Wales geboren, wo seine Familie in Parlwr Mawr in der Chapel Street lebte. Seine Taufe fand am 27. März, zwei Tage nach seiner Geburt statt. Williams Mutter starb, als er drei Jahre alt war. Mit sechs Jahren wurde er zunächst auf die Ruthin School geschickt, wo er zehn Jahre verbrachte, bevor er ab 1596 am St John’s College an der Universität Cambridge studierte. Dort wurde ihm 1601 der Bachelor of Arts, 1605 der Master of Arts verliehen. Im gleichen Jahr trat er in den geistlichen Stand ein. Auch nach seiner Priesterweihe setzte Williams sein Studium fort, 1613 erhielt er den Bachelor of Divinity, 1616 den Doctor of Divinity. Williams blieb unverheiratet.

### Karriere
1611 gewann er die Gunst König Jakobs I., nachdem er vor diesem eine Predigt gehalten hatte. Er wurde zunächst Kaplan von Lordkanzler Thomas Egerton, der ihn im Staatswesen ausbildete, ab 1617 Kaplan des Königs. Von diesem wurden ihm verschiedene Ämter verliehen: 1620 wurde er Dekan von Westminster, im darauffolgenden Jahr zusätzlich auch Bischof von Lincoln und Lord Keeper of the Great Seal. Weitere Ämter, die er innehatte, waren Pfründner von Hereford, Archidiakon von Carmarthen, Pfründner von Lincoln und Peterborough und Dekan von Salisbury. Williams war ein starker Unterstützer Jakobs I. und wurde von diesem sehr geschätzt, sodass Williams bei der Beerdigung des Königs 1525 die Predigt hielt.
Sein Verhältnis zu Jakobs Sohn und Nachfolger Karl hingegen war durch seine Anschauungen, seine Feindschaft mit dem Duke of Buckingham und seine Rivalität mit William Laud, zweier Vertrauter Charles’, angespannt. Deshalb wurde ihm bereits kurz nach der Thronbesteigung Karls I. das Amt des Lord Keepers unter einem Vorwand entzogen und er wurde von Hofe verbannt, woraufhin er sich nach Buckden, in die Residenz der Erzbischöfe von York, zurückzog. Auch nach der Ermordung Buckinghams 1628 blieb Williams in Ungnade und wurde 1636 nach einem langwierigen Rechtsstreit in der Star Chamber, der seinen Ursprung in Williams’ liberaler Haltung gegenüber den Puritanern hatte, von seinen Pfründen suspendiert, mit einer Geldstrafe von £10.000 belegt und bis 1640 im Tower inhaftiert, als die Lords den König zwangen, ihn freizulassen. Auch nach seiner Freilassung blieb Williams’ Verhältnis zu König Karl angespannt, nichtsdestotrotz wurde er zum Erzbischof von York ernannt. 1641 wurde er nochmals im Tower inhaftiert, jedoch bereits 1642 gegen Kaution freigelassen. Im gleichen Jahr ging er mit dem König nach Yorkshire, wo er offiziell als Erzbischof von York eingesetzt wurde. Dort blieb er jedoch nur kurz, da er den Großteil seines späteren Lebens in seiner Heimat in Nordwales verbrachte.

### Englischer Bürgerkrieg
Nach Beginn des Englischen Bürgerkriegs bat John Williams König Karl um sicheres Geleit, um zurück nach Conwy zu gehen und die dortige Burg für die Royalisten zu verteidigen, was vom König genehmigt wurde. Williams ließ die Burg auf eigene Kosten reparieren und sichern und erhielt die Zusage des Königs, dass die Burg in seiner Obhut bleiben sollte, bis seine Auslagen zurückgezahlt waren. In der Burg lagerte Williams die wichtigsten Güter der umliegenden Landbesitzer ein. 1644 ernannte der royalistische Befehlshaber Ruprecht von der Pfalz jedoch Sir John Owen als Gouverneur der Burg an Williams’ statt, was zu einem Konflikt der beiden Männer führte. Williams lebte in der Folge in Cochwillan bei Talybont und bat den König um Herausgabe der Güter der Landbesitzer, dem jedoch nicht entsprochen wurde.
In den folgenden Jahren erlitten die Royalisten mehrere große Niederlagen, sodass John Williams 1646 nach einem geheimen Treffen mit parlamentarischen Generälen in Gwydir die Seiten wechselte und nun die Parlamentarier unterstützte. Der Attacke auf Conwy konnte John Owen noch drei Monate standhalten, dann fiel die Stadt an die Parlamentarier. Nachdem Owen die Burg den Parlamentariern übergeben hatte, schrieb Williams an Oliver Cromwell und bat um die Herausgabe der Güter der Landbesitzer, was genehmigt wurde. In den folgenden Jahren wurde Williams von vielen Royalisten als Verräter angesehen, wobei es Hinweise darauf gibt, dass er sein Handeln nach der Hinrichtung Karls I. bereute. Ebenfalls 1646 verlor er seinen Bischofssitz, als das Parlament am 9. Oktober das Episkopat in England abschaffte.
John Williams verbrachte seine letzten Jahre in Gloddaeth, wo sich seine Cousine Mary Mostyn um ihn kümmerte. Dort starb er am 25. März 1650 an einem Peritonsillarabszess und wurde in der Kirche von Llandygái in der Nähe von Penrhyn Castle beigesetzt, wo ihm ein großes Grabmal errichtet wurde.